# Jossi Wieler

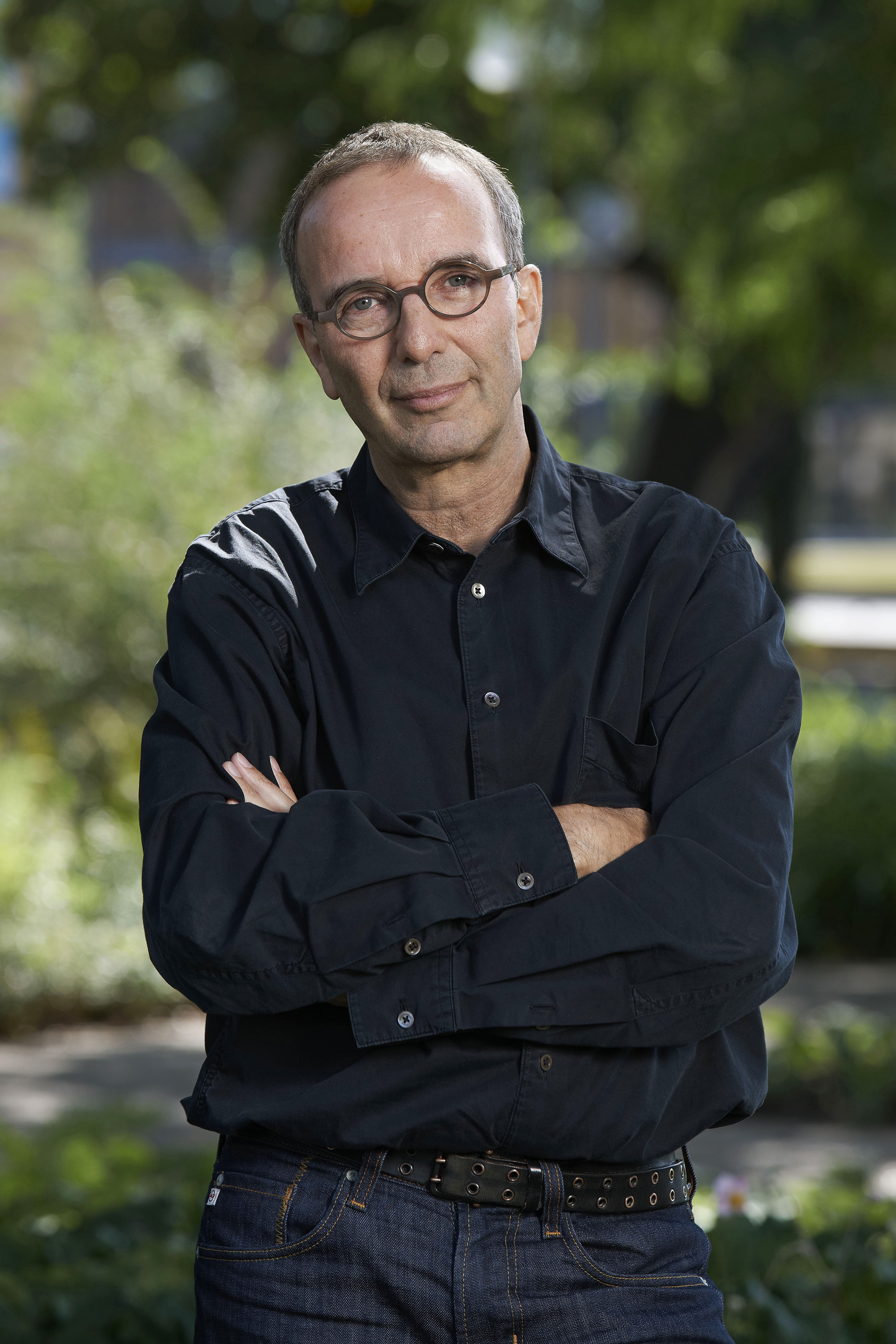
Jossi Wieler (2012)

Jossi Wieler (* 6. August 1951 als Josef Wieler in Kreuzlingen) ist ein Schweizer Theaterregisseur, Opernregisseur und Intendant.

## Leben
Jossi Wieler stammt aus einer deutsch-schweizerisch-jüdischen Familie. Wieler lebte von 1972 bis 1980 in Israel und studierte Regie an der Universität Tel Aviv. Von 1980 bis 1982 assistierte er am Schauspielhaus Düsseldorf. Er war von 1983 bis 1985 Hausregisseur am Theater Heidelberg, von 1988 bis 1993 am Theater Basel, von 1993 bis 2000 am Deutschen Schauspielhaus Hamburg und von 2001 bis 2010 an den Münchner Kammerspielen. Er inszenierte unter anderem an den Staatstheatern Stuttgart, am Schauspielhaus Zürich, an der Semperoper Dresden und an der Schaubühne am Lehniner Platz.
Von 2011 bis 2018 war Wieler Intendant der Staatsoper Stuttgart. Er ist Mitglied der Akademie der Künste Berlin, der Bayerischen Akademie der Schönen Künste und der Deutschen Akademie der Darstellenden Künste.

## Preise und Auszeichnungen
Wieler erhielt zahlreiche Auszeichnungen. 1986, 1994, 2002 und 2005 wurde er zum Berliner Theatertreffen eingeladen. 1994 wurde er in der Kritikerumfrage der Zeitschrift Theater heute zum Regisseur des Jahres gewählt. 2002 und 2012 wurde er zusammen mit Sergio Morabito in der Kritikerumfrage der Zeitschrift Opernwelt zum Regisseur des Jahres gewählt. 2002 erhielt er den Konrad-Wolf-Preis. 2005 wurde er mit dem Deutschen Kritikerpreis ausgezeichnet. 2006 und 2012 erhielt er zusammen mit Sergio Morabito den Deutschen Theaterpreis Der Faust. 2009 wurde er mit dem Wiener Theaterpreis Nestroy ausgezeichnet. 2015 wurde ihm der Kulturpreis Baden-Württemberg verliehen. Ministerpräsident Winfried Kretschmann zeichnete ihn 2016 mit dem Verdienstorden des Landes Baden-Württemberg aus. Im selben Jahr wurde die Staatsoper Stuttgart in seiner Intendanz in der Kritikerumfrage der Zeitschrift Opernwelt zum „Opernhaus des Jahres“ gewählt.
- 1994: Regisseur des Jahres in der Kritikerumfrage der Zeitschrift Theater heute für Wolken.Heim
- 2002: Aufführung des Jahres in der Kritikerumfrage der Zeitschrift Opernwelt für Ariadne auf Naxos
- 2002: Regisseur des Jahres in der Kritikerumfrage der Zeitschrift Opernwelt für Ariadne auf Naxos (zusammen mit Sergio Morabito)
- 2002: Konrad-Wolf-Preis
- 2005: Deutscher Kritikerpreis
- 2005: Aufführung des Jahres in der Kritikerumfrage der Zeitschrift Opernwelt für Doktor Faust
- 2006: Aufführung des Jahres in der Kritikerumfrage der Zeitschrift Opernwelt für Alceste
- 2006: Deutscher Theaterpreis Der Faust in der Kategorie Beste Regie Musiktheater für Doktor Faust (zusammen mit Sergio Morabito)
- 2009: Wiener Theaterpreis Nestroy in der Kategorie Beste deutschsprachige Aufführung für Rechnitz (Der Würgeengel)
- 2012: Aufführung des Jahres in der Kritikerumfrage der Zeitschrift Opernwelt für Die Nachtwandlerin
- 2012: Regisseur des Jahres in der Kritikerumfrage der Zeitschrift Opernwelt für Die Nachtwandlerin (zusammen mit Sergio Morabito)
- 2012: Deutscher Theaterpreis Der Faust in der Kategorie Beste Regie Musiktheater für Die glückliche Hand und Schicksal (zusammen mit Sergio Morabito)
- 2014: erster Platz (gemeinsam mit Sergio Morabito) bei der Autorenumfrage der Zeitschrift Die deutsche Bühne in der Kategorie Herausragender Regie-Beitrag zur aktuellen Entwicklung der Oper
- 2015: Kulturpreis Baden-Württemberg
- 2016: Verdienstorden des Landes Baden-Württemberg
- 2016: Die Staatsoper Stuttgart wird in der Intendanz von Jossi Wieler zum Opernhaus des Jahres gewählt
- 2019: Kulturpreis des Kantons Thurgau
- 2020: Schweizer Grand Prix Theater / Hans-Reinhart-Ring[3]
- 2023: Nestroy-Theaterpreis in der Kategorie Beste deutschsprachige Aufführung für Angabe der Person[4]

## Inszenierungen (Auswahl)
- 1983: Die Rassen von Ferdinand Bruckner, Theater Heidelberg
- 1984: Was ihr wollt von William Shakespeare, Theater Heidelberg
- 1985: Amphitryon von Heinrich von Kleist, Schauspiel Bonn (Einladung zum Berliner Theatertreffen 1986)
- 1986: Woyzeck von Georg Büchner, Staatstheater Stuttgart
- 1987: Kambek von Michael Zochow (Uraufführung), Staatstheater Stuttgart
- 1989: Der zerbrochne Krug von Heinrich von Kleist, Schauspiel Bonn
- 1990: Ein Sommernachtstraum von William Shakespeare, Theater Basel
- 1991: Nathan der Weise von Gotthold Ephraim Lessing, Theater Basel
- 1992: Peer Gynt von Henrik Ibsen, Theater Basel
- 1993: Wolken.Heim von Elfriede Jelinek, Deutsches Schauspielhaus Hamburg (Einladung zum Berliner Theatertreffen 1994)
- 1994: Herr Paul von Tankred Dorst (Uraufführung), Deutsches Schauspielhaus Hamburg
- 1994: La clemenza di Tito von Wolfgang Amadeus Mozart, Staatsoper Stuttgart
- 1994: Josephs Töchter von Gundi Ellert (Uraufführung), Deutsches Schauspielhaus Hamburg
- 1995: Das Wintermärchen von William Shakespeare, Deutsches Schauspielhaus Hamburg
- 1996: L’italiana in Algeri von Gioachino Rossini, Staatsoper Stuttgart
- 1997: Kaspar von Peter Handke, Deutsches Schauspielhaus Hamburg
- 1997: Herr Paul von Tankred Dorst, Theater X (cai) Tokio
- 1998: Alcina von Georg Friedrich Händel, Staatsoper Stuttgart
- 1998: er nicht als er von Elfriede Jelinek (Uraufführung), Deutsches Schauspielhaus Hamburg und Salzburger Festspiele
- 1999: L’incoronazione di Poppea von Claudio Monteverdi, Staatsoper Stuttgart
- 1999: Siegfried von Richard Wagner, Staatsoper Stuttgart
- 2000: Merlin von Tankred Dorst, Deutsches Schauspielhaus Hamburg
- 2001: Macht nichts von Elfriede Jelinek (Uraufführung), Schauspielhaus Zürich
- 2001: Ariadne auf Naxos von Richard Strauss, Salzburger Festspiele
- 2001: Alkestis von Euripides, Münchner Kammerspiele (Einladung zum Berliner Theatertreffen 2002)
- 2002: Winter von Jon Fosse, Schauspielhaus Zürich
- 2002: Das Fest des Lamms von Leonora Carrington, Münchner Kammerspiele
- 2001: Norma von Vincenzo Bellini, Staatsoper Stuttgart
- 2003: Moses und Aron von Arnold Schönberg, Staatsoper Stuttgart
- 2003: Pelléas et Mélisande von Claude Debussy, Staatsoper Hannover
- 2004: Mittagswende von Paul Claudel, Münchner Kammerspiele, (Einladung zum Berliner Theatertreffen 2005)
- 2004: Doktor Faust von Ferruccio Busoni, Staatsoper Stuttgart und San Francisco Opera
- 2004: Lucio Silla von Wolfgang Amadeus Mozart, De Nationale Opera, Amsterdam
- 2005: Ghost Story von Tsuruya Namboku, Theater X (Cai)
- 2005: Die Bakchen von Euripides, Kammerspiele München
- 2006: Alceste von Christoph Willibald Gluck, Staatsoper Stuttgart
- 2006: Mozart/da Ponte-Zyklus: (Così fan tutte/Don Giovanni/Le nozze di Figaro), De Nationale Opera, Amsterdam
- 2007: Ulrike Maria Stuart von Elfriede Jelinek, Kammerspiele München
- 2008: Un ballo in maschera von Giuseppe Verdi, Staatsoper Berlin
- 2008: La Juive von Fromental Halévy, Staatsoper Stuttgart
- 2008: Rusalka von Antonín Dvořák, Salzburger Festspiele
- 2008: Rechnitz (Der Würgeengel) von Elfriede Jelinek, Münchner Kammerspiele
- 2009: Iphigenie auf Tauris von Johann Wolfgang von Goethe, Schaubühne Berlin
- 2009: Prometheus, gefesselt von Aischylos, Schaubühne Berlin
- 2010: Das letzte Band und Bis dass der Tag euch scheidet oder Eine Frage des Lichts von Samuel Beckett und Peter Handke, Münchner Kammerspiele und Salzburger Festspiele
- 2010: Káťa Kabanová von Leoš Janáček, Staatsoper Stuttgart
- 2010: Angst nach Stefan Zweig, Münchner Kammerspiele und Salzburger Festspiele
- 2012: Die Nachtwandlerin von Vincenzo Bellini, Staatsoper Stuttgart
- 2012: Die glückliche Hand von Arnold Schönberg und Schicksal von Leoš Janáček, Staatsoper Stuttgart
- 2012: Der Schaum der Tage von Edison Denisov, Staatsoper Stuttgart
- 2013: Ariadne auf Naxos von Richard Strauss, Staatsoper Stuttgart
- 2013: La Juive von Fromental Halévy, Semperoper Dresden
- 2014: wunderzaichen von Mark Andre, (Uraufführung), Staatsoper Stuttgart
- 2014: Tristan und Isolde von Richard Wagner, Staatsoper Stuttgart
- 2015: Berenike, Königin von Armenien (Il Vologeso) von Niccolò Jommelli, Staatsoper Stuttgart
- 2015: Rigoletto von Giuseppe Verdi, Staatsoper Stuttgart
- 2015: Fidelio von Ludwig van Beethoven, Staatsoper Stuttgart
- 2016: Die Puritaner von Vincenzo Bellini, Staatsoper Stuttgart
- 2016: I’m searching for I:N:R:I von Fritz Kater, Schauspiel Stuttgart
- 2017: Ariodante von Georg Friedrich Händel, Staatsoper Stuttgart
- 2017: Pique Dame von Peter Tschaikowsky, Staatsoper Stuttgart
- 2018: Don Pasquale von Gaetano Donizetti, Staatsoper Stuttgart
- 2018: Erdbeben. Träume von Toshio Hosokawa (Uraufführung), Staatsoper Stuttgart
- 2019: Der Freischütz von Carl Maria von Weber, Opéra national du Rhin, Strasbourg
- 2020: Les Huguenots von Giacomo Meyerbeer, Grand Théâtre de Genève
- 2020: Zdeněk Adamec von Peter Handke, Deutsches Theater Berlin
- 2021: Das Bergwerk zu Falun von Hugo von Hofmannsthal, Salzburger Festspiele
- 2022: Lohengrin von Richard Wagner, Salzburger Osterfestspiele
- 2022: Die Meistersinger von Nürnberg von Richard Wagner, Deutsche Oper Berlin
- 2022: Angabe der Person von Elfriede Jelinek, Deutsches Theater Berlin